# Nhanulepisosteus mexicanus
Nhanulepisosteus mexicanus è un pesce osseo estinto, appartenente ai ginglimodi. Visse nel Giurassico superiore (Kimmeridgiano, circa 157 milioni di anni fa) e i suoi resti fossili sono stati ritrovati in Messico.

## Descrizione
Questo animale è noto per fossili molto incompleti, ma dal confronto con altri animali simili e più conosciuti è possibile ipotizzarne l'aspetto. Nhanulepisosteus doveva essere molto simile agli attuali lucci alligatore del Nordamerica (generi Lepisosteus e Atractosteus) e come questi doveva avere un corpo snello e allungato ricoperto da pesanti scaglie dotate di ganoina; tuttavia, se ne differenziava principalmente per il rostro molto più corto, simile ad altri generi come Masillosteus e Cuneatus. Caratteristiche uniche di Nhanulepisosteus erano l'osso temporale penetrato dal canale sensoriale della linea laterale, e l'osso post-temporale dotato di un enorme processo a forma di bastone sulla superficie ventrale. Nhanulepisosteus, inoltre, possedeva due denti anteriori sulla mandibola estremamente sviluppati rispetto a quelli immediatamente successivi. I denti erano dotati di solchi e striature di dentina distribuiti lungo quasi tutta la lunghezza. Pieghe di plicidentina occupavano quasi tutta la cavità della polpa del dente.

## Classificazione
Nhanulepisosteus mexicanus venne descritto per la prima volta nel 2017, sulla base di alcuni fossili ritrovati nel bacino di Tlaxiaco in Messico, risalente al Giurassico superiore. I fossili comprendono un neurocranio parziale, mandibole e scaglie. Questa specie è stata attribuita alla famiglia dei lepisosteidi, un gruppo di pesci ginglimodi comprendente i lucci alligatore attuali.  
Fino alla scoperta di Nhanulepisosteus, i più antichi parenti dei lucci alligatore erano gli Obaichthyidae del Cretaceo inferiore. Le caratteristiche morfologiche di Nhanulepisosteus implicano che i veri lepisostei hanno un'origine più antica, e permettono di retrodatare l'apparizione di questo gruppo di circa 57 milioni di anni, colmando un grande gap morfologico nella comprensione dell'evoluzione e della diversificazione dei primi lepisosteoidi.